# Конёво (село, Костромская область)
Не следует путать с деревней Конёво, также расположенной в Конёвском сельском поселении Шарьинского района
Конёво — село в составе Конёвского сельского поселения Шарьинского района Костромской области России.

## География
Село расположено на берегу реки Ветлуги.

## История
Основано в 1875 году, когда была построена Введенская церковь.
Согласно переписи населения 1897 года в селе проживало 22 человека (9 мужчин и 13 женщин).
Согласно Списку населенных мест Костромской губернии в 1907 году село относилось к Глушковской волости Ветлужского уезда Костромской губернии. По сведениям волостного правления за 1907 год в нём числилось 6 крестьянских дворов и 28 жителей.

## Население
| 2008 | 2010 | 2014 |
| ---- | ---- | ---- |
| 1    | ↘0   | ↗1   |